# Річиця (Вараський район)
Рі́чиця — село в Україні, у Зарічненській громаді Вараського району Рівненської області України. Населення становить 676 осіб (станом на 2001 рік). Село розташоване на півдні Зарічненського району, за 13,9 кілометра від центру громади.

## Географія
Село Річиця розташоване за 13,9 км на південний захід від центру громади, фізична відстань до Києва — 329,6 км.
Через село тече річка Річиця, ліва притока Стиру.
| Клімат Річиців          | Клімат Річиців | Клімат Річиців | Клімат Річиців | Клімат Річиців | Клімат Річиців | Клімат Річиців | Клімат Річиців | Клімат Річиців | Клімат Річиців | Клімат Річиців | Клімат Річиців | Клімат Річиців | Клімат Річиців |
| Показник                | Січ.           | Лют.           | Бер.           | Квіт.          | Трав.          | Черв.          | Лип.           | Серп.          | Вер.           | Жовт.          | Лист.          | Груд.          | Рік            |
| Середній максимум, °C   | −2,4           | −1,2           | 3,6            | 12,4           | 19,2           | 22,7           | 23,8           | 23,0           | 18,2           | 11,9           | 4,9            | 0,0            | 11,3           |
| Середня температура, °C | −5,4           | −4,4           | −0,1           | 7,5            | 13,7           | 17,3           | 18,4           | 17,6           | 13,2           | 7,9            | 2,4            | −2,5           | 7,1            |
| Середній мінімум, °C    | −8,3           | −7,5           | −3,7           | 2,7            | 8,2            | 11,9           | 13,1           | 12,2           | 8,3            | 3,9            | 0,0            | −5             | 3,0            |
| Норма опадів, мм        | 34             | 28             | 27             | 39             | 56             | 82             | 78             | 63             | 56             | 44             | 40             | 41             | 588            |
| ----------------------- | -------------- | -------------- | -------------- | -------------- | -------------- | -------------- | -------------- | -------------- | -------------- | -------------- | -------------- | -------------- | -------------- |
| Джерело:                |                |                |                |                |                |                |                |                |                |                |                |                |                |

Окрасою Річиці є спокійна річка Вирок, яка протікає через усе село, розливаючись невеличкими ставками та заплавами, і на околиці його впадає в Стир, що теж протікає селом.[джерело?]

## Історія
Перша письмова згадка про село відноситься до 1553 року, але ймовірно перші поселенці на території майбутнього села з'явилися на багато раніше. Про це свідчать археологічні знахідки, які відносяться до періоду кам'яної доби. Це кам'яні наконечники до списа та кам'яні сокири, які нині передані до музеїв.
Тривалий час село перебувало під польським володінням. У роки національно-визвольної війни 1648—1657 років, жителі села піднялися на збройну боротьбу проти поляків.
У 1795 році внаслідок третього поділу Польщі Волинське Полісся, а з ним і Річиця були включені до складу Пінського повіту Мінської губернії. Таким чином село потрапило під владу Російської імперії.
У 1918—1920 роках, під час Визвольних змагань, влада змінювалась кілька разів.
Внаслідок загарбання західноукраїнських земель Польщею, село увійшло до складу Пінського повіту Поліського воєводства Польщі.
У вересні 1939 року вся Західна Україна перейшла під владу УРСР.
Під час Другої світової війни багато селян пішли до лав Червоної Армії, і мужньо боронили рідну землю. Чимало з них не повернулися з фронту. За тимчасової фашистської окупації у навколишніх лісах діяли партизанські загони, яким жителі допомагали продовольством, одягом. На фронтах німецько-радянської війни та в партизанських загонах билися проти нацистів 82 жителі села, з них нагороджено 36 чоловік. Захищаючи СРСР, загинуло 54 особи. Страшна доля німецького рабства не обминула річицьких юнаків та дівчат, які свою молодість і силу змушені були витрачати на користь країни, яка полонила їхню землю. У березні 1944 року село було звільнене від німецької окупації.
Село входило до Морочнівського району. З 1946 року район став називатись Зарічненським. У 1946 році в селі було відкрито українську школу. До війни існувала лише польська. У 1949 році в селі було створено колгосп імені Орджонікідзе. Селяни стали колгоспниками.

## Населення
Станом на 1989 рік у селі проживали 659 осіб, серед них — 321 чоловік і 338 жінок.
За даними перепису населення 2001 року у селі проживали 676 осіб. Рідною мовою назвали:
| Мова       | Кількість осіб | Відсоток |
| ---------- | -------------- | -------- |
| українська | 672            | 99,41 %  |
| білоруська | 2              | 0,30 %   |
| російська  | 1              | 0,15 %   |
| інші       | 1              | 0,14 %   |

Палій, Дивульський, Сьох, Саган, Лідич, Петрушкевич — це найпопулярніші прізвища у селі.[джерело?]

## Політика
На виборах у селі Річиці працює окрема виборча дільниця, розташована в приміщенні школи. Результати виборів:
- Парламентські вибори 2002: зареєстровано 470 виборців, явка 91,28 %, найбільше голосів віддано за Блок Віктора Ющенка «Наша Україна» — 41,96 %, за партію «За єдину Україну!» — 25,41 %, за Блок Юлії Тимошенко — 16,08 %. В одномандатному окрузі найбільше голосів отримав Олександр Абдуллін (Демократична партія України — партія «Демократичний союз») — 35,66 %, за Віктора Вдовиченка (самовисування) — 21,91 %, за Івана Полюховича — 19,58 %[7].
- Вибори Президента України 2004 (перший тур): 419 виборців взяли участь у голосуванні, з них за Віктора Ющенка — 53,94 %, за Віктора Януковича — 32,94 %, за Олександра Мороза — 3,58 %[8]
- Вибори Президента України 2004 (другий тур): 431 виборець взяв участь у голосуванні, з них за Віктора Януковича — 55,92 %, за Віктора Ющенка — 41,07 %[9].
- Вибори Президента України 2004 (третій тур): зареєстровано 459 виборців, явка 86,71 %, з них за Віктора Ющенка — 75,13 %, за Віктора Януковича — 17,09 %[10].
- Парламентські вибори 2006: зареєстрований 451 виборець, явка 88,25 %, найбільше голосів віддано за блок Наша Україна — 42,96 %, за Блок Юлії Тимошенко — 21,86 %, за Народний блок Литвина — 8,04 %[11].
- Парламентські вибори 2007: зареєстровано 434 виборці, явка 78,80 %, найбільше голосів віддано за Блок Юлії Тимошенко — 37,72 %, за блок Наша Україна — Народна самооборона — 31,87 %, за Партію регіонів — 8,77 %[12].
- Вибори Президента України 2010 (перший тур): зареєстровано 412 виборців, явка 87,38 %, найбільше голосів віддано за Юлію Тимошенко — 46,94 %, за Віктора Ющенка — 17,50 %, за Віктора Януковича — 10,83 %[13].
- Вибори Президента України 2010 (другий тур): зареєстровано 411 виборців, явка 86,62 %, з них за Юлію Тимошенко — 76,40 %, за Віктора Януковича — 18,54 %[14].
- Парламентські вибори 2012: зареєстровано 409 виборців, явка 69,19 %, найбільше голосів віддано за Всеукраїнське об'єднання «Батьківщина» — 27,92 %, за партію «УДАР» — 25,09 % та Партію регіонів — 21,91 %.[15] В одномандатному окрузі найбільше голосів отримав Микола Сорока (Партія регіонів) — 39,86 %, за Василя Яніцького (самовисування) — 25,77 %, за Сергія Кошина (Всеукраїнське об'єднання «Батьківщина») — 16,15 %[16].
- Вибори Президента України 2014: зареєстровано 406 виборців, явка 69,95 %, з них за Юлію Тимошенко — 43,66 %, за Петра Порошенка — 30,99 %, за Олега Ляшка — 12,68 %[17].
- Парламентські вибори в Україні 2014: зареєстровано 405 виборців, явка 67,16 %, найбільше голосів віддано за Блок Петра Порошенка — 42,28 %, за «Народний фронт» — 24,63 % та Всеукраїнське об'єднання «Батьківщина» — 6,99 %.[18] В одномандатному окрузі найбільше голосів отримав Василь Яніцький (Блок Петра Порошенка) — 54,07 %, за Василя Берташа (самовисування) проголосували 8,15 %, за Миколу Ляховича (Народний фронт) — 7,41 %[19].
- Вибори Президента України 2019 (перший тур): зареєстровано 391 виборець, явка 73,40 %, найбільше голосів віддано за Петра Порошенка — 24,04 %, за Олега Ляшка — 24,04 %, за Юлію Тимошенко — 21,95 %[20].
- Вибори Президента України 2019 (другий тур): зареєстровано 395 виборців, явка 63,29 %, найбільше голосів віддано за Володимира Зеленського — 60,40 %, за Петра Порошенка — 34,40 %[21].

## Релігія
Першою церквою став дерев'яний храм, будівництво якого тривало на рубежі XIX—XX століть. Бані дерев'яної церкви видно було при в'їзді до села. Храм стояв у центрі поселення, неподалік дороги, з якої вхід на церковне подвір'я через ковані ворота. Ця святиня простояла до 80-х років минулого століття, коли була розібрана. Але на початку 90-х років місцева влада все ж добилася дозволу на будівництво нового храму. З кінця 1994 року в ньому завжди проводяться Божі служби у власній Річицькій церкві Свято-Покровської Божої Матері. Побудували церкву на місці попередньої. Церква належить православній церкві Московського патріархату.

## Етнографія

### Традиційне житло
До другої половини XIX століття в Річиці стояли невеличкі хатинки з однією чи двома кімнатами і з сіньми між ними. Всі будинки були дерев'яні, покривалися здебільшого соломою або дощечками. Майже всі хати були обмащені глиною з обох боків. Навколо хати або лише спереду робили невисокі призьби і підводили синьою глиною або охрою трохи нижче підвіконників. У багатьох будинках, покритих соломою, коминків не ставили, димохідний отвір виходив з печі до сіней, що було загрозою виникнення пожежі.
Пізніше хати стали дерев'яними. Колоди витесували з суцільного дерева, щоби будівля довше стояла і не пропускала холод. Почали розділяти кімнати. Вже на початку ХХ ст. обов'язковою була наявність кухні, двох-трьох кімнати і невеличкої добудови (сіней).

### Традиційне мистецтво, промисли
Найголовнішим мистецтвом є вишивання — кожна оселя прикрашена вишиттям: рушниками, подушками, картинами. Серед одягу присутні вишиті сорочки, безрукавки, спідниці, намітки. Переважна більшість жінок вміє вишивати гладдю, хрестиком і бісером.
Сільські майстрині вміли ткати. В більшості будинків були ткацькі верстати, але вони відрізнялися. Були невеликі, які використовували для виготовлення рушників та нешироких тканин. При школі діє невеличкий музей, у якому представлений великий ткацький верстат.
Раніше в селі розвивалося гончарство, були майстри, які виконували роботи не тільки собі та на продаж, а теж на індивідуальні замовлення. Глина використовувалася з власних невеличких родовищ.
В селі також особливого розвитку набула різьба по дереву. Продовжуючи справу своїх дідів та батьків деякі чоловіки і зараз продовжують займатися деревообробним мистецтвом. Серед робіт з декоративно-прикладного мистецтва можна виділити писання писанок, в'язання, плетіння з соломи.

## Освіта
На території села Річиця до 1939 року діяла семирічна польська школа, рік заснування якої невідомий. Діти навчались в будинках пана Рудницького (нині приміщення майстерні школи) та Лідича Марка. До 5-го класу навчання було безплатним, після 5-го платним. Заняття проводили польською мовою пані Яновська, пан Анджей та пан Болеслав. Директором школи був пан Іван Палюх. Два рази на тиждень (середа, п'ятниця) приїжджав священик Горячко навчати дітей слову Божому. До школи могли ходити лише ті хто міг придбати все необхідне для навчання. Викладалися предмети: арифметика, читання, історія, трудове навчання, польська мова, природа географія. Існували покарання за невиконання завдань або порушення поведінки.
Після возз'єднання західноукраїнських земель з Радянською Україною з 1939 року по 1941 рік в селі діяла українська школа, в якій директором був Коробка Іван Григорович, студент Львівського Державного університету.
В часи німецької окупації деякий час знову функціонувала польська школа. В 1942 році навчання перервалось.
Восени 1946 року почала працювати школа. Цей рік і вважається роком заснування школи. Навчали дітей вчителі, які приїхали з Полтавщини, Донеччини, Київщини. Це Пшенична Л. І., Кісіль В. В., Ярошенко М.., Дункан Р. В., Коваленко (Шарко) М. П., яка й очолила вчительський колектив.
Відкрилися два початкових класи, які об'єднали близько двохсот дітей різного віку. Декому з учнів першокласників виповнилось 14 — 15 років, декому — сім. У 1950 році вчительський колектив поповнився новими кадрами. У цьому ж році було відкрито 5-А та 5-Б класи (так звана «прогресивка»), наступного — 6 клас, а перший випуск відсвяткували в 1953 році. На цей час директором був Бухало Г. В. Навчались все в тому ж таки будинку пана Рудницького у дві зміни. У 1956—1959 роках приміщення школи було добудовано, під керівництвом Остапчука В. І. Але навчалась дітвора у дві зміни. Їх навчали Яковець М. І., Горпинко (Палій) П. А., Саган О. С., Сьох Є. І. З 1960 року діє восьмирічна школа.
У 1980 році було побудовано нову двоповерхову школу, яка зараз хизується на все село. І велика заслуга у цьому колишнього директора школи Яковця С. П., який очолював школу 30 років. Зараз в школі навчається 85 учнів, науку їм дають 18 вчителів.

## Соціальна сфера
Станом на 2015 рік є школа, клуб, бібліотека, фельдшерсько-акушерський пункт, відділення зв'язку.

## Пам'ятки
- Пам'ятник воїнам-односельчанам і жертвам УБН[d];

## Відомі люди

### Народилися
- Рибенко Лідія Гуріївна — українська письменниця, прозаїк, видавець.